# Róbert Bezák
Mons. Róbert Bezák (* 1. března 1960 Handlová) je slovenský redemptorista, v letech 1996–2002 předseda Konference vyšších řeholních představených na Slovensku, v letech 2009–2012 arcibiskup Trnavské římskokatolické arcidiecéze. Jeho odvolání z funkce trnavského arcibiskupa v červenci 2012 bylo bezprecedentní a šlo o významnou událost slovenské katolické církve.
V září 2021, během národní pouti v Šaštíně, celebroval spolu s papežem Františkem a ostatními slovenskými biskupy mši pro více než 50 tisíc věřících.

## Život
Absolvoval základní školu v Handlové a v roce 1979 dokončil studium gymnázia v Prievidzi. Poté nastoupil na studia teologie v Bratislavě. Během nich vstoupil do řádu redemptoristů, u nichž složil roku 1983 celoživotní řeholní sliby. Dne 17. června 1984 byl v Banské Bystrici vysvěcen na kněze.
V letech 1984–1985 působil jako kaplan ve farnosti Brezno. V letech 1986–1987 absolvoval základní vojenskou službu. V roce 1988 působil jako kaplan v Detvě a Žiaru nad Hronom a jako farní administrátor ve Sklených Teplicích, v roce 1989 jako farní administrátor v Tužině, v roce 1990 jako farní administrátor v Uľance.
V roce 1988 byl pod krycím jménem Sebastian zaevidovaný jako prověřovaná osoba ve svazku StB.
V letech 1990–1993 absolvoval postgraduální studia morální teologie na Akademii Alfonsiana v Římě. V letech 1993–2005 byl viceprovinciálem římskokatolické viceprovincie redemptoristů na Slovensku, v letech 1996–2002 byl předsedou Konference vyšších řeholních představených na Slovensku. V letech 1993–1995 vyučoval morální teologii v teologickém institutu v Badíně a na teologické fakultě trnavské univerzity. V letech 2005–2008 byl farním administrátorem mariánského poutního místa, baziliky minor na Starých Horách. V roce 2008 byl farním administrátorem a představeným společenstva redemptoristů v Radvani a vikářem viceprovinciála římskokatolické viceprovincie redemptoristů v Bratislavě.

## Trnavský arcibiskup
Trnavským arcibiskupem jej papež Benedikt XVI. jmenoval 18. dubna 2009, na biskupa jej vysvětil 6. června 2009 kardinál Jozef Tomko v katedrále sv. Jana Křtitele v Trnavě. Jeho biskupské heslo je Imple nos Misericordia (Zahrnuj nás milosrdenstvím).

### Nové pojetí služby
Své biskupské působení pojal v neautoritářském a otevřeném duchu, čímž v části církve, veřejnosti i mezi novináři získal na oblibě. Od počátku si kladl za cíl přebudování mentality diecéze. Jeho vizí byla menší a dynamická kurie a posílení pravomocí děkanů a farářů na úkor biskupa. Aktivní laiky začal oceňovat Cenou biskupa Pavla Jantausche. V Trnavě jako symbol otevřenosti církve umožnil konání Noci kostelů.

### Exkomunikace duchovních
Koncem roku 2009 konstatoval exkomunikaci trnavského kněze Martina Jarabici a jáhna Petera Mazúra, současně i bratislavský arcibiskup Stanislav Zvolenský konstatoval exkomunikaci dvou novokněží bratislavské arcidiecéze (Martin Chebek, Stanislav Cigánek).
Exkomunikovaní v dopise z 12. prosince 2009 obviňovali některé slovenské, německé, české, indické, ukrajinské, polské a irské biskupy z hereze, navrhovali posmrtnou exkomunikaci Jana Pavla II. a kritizovali některé aktivity katolické církve. Kromě jiného označili za herezi používání historicko-kritické metody ve zkoumání biblických textů, obviňovali církev ze synkretismu s pohanstvím a okultismem a hrozili slovenským biskupům ztrátou posvátné moci, pokud do 25. prosince 2009 nepodepíší jimi sestavený formulář vyznání víry, obsahující například zřeknutí se ducha historicko-kritické teologie, ducha relativismu atd. Dne 25. prosince 2009 tito kněží zveřejnili dopis, v němž konstatovali, že nikdo z 18 obeslaných biskupů jejich výzvě nevyhověl, a tedy je všech těchto 18 biskupů automaticky exkomunikováno.
Exkomunikovaní duchovní poté založili vlastní řeholi a Spoločenstvo sv. Bazila Veľkého, podle spekulací podporované příznivci Ukrajinské pravověrné řeckokatolické církve.

### Audit hospodaření
V roce 2010 nechal Róbert Bezák na arcibiskupství provést ekonomický audit a s jeho výsledky seznámil Vatikán. V květnu 2010 vypovídal jako svědek v soudním sporu mezi časopisem Týždeň a bývalým arcibiskupem Jánem Sokolem. Ve svém pozdějším dopise nunciovi a biskupům Bezák uvedl, že od září 2009 již vícekrát informoval Svatý stolec o závažných problémech spojených se stavem a hospodařením arcidiecéze za jeho předchůdce Jána Sokola, a žádal o provedení kontroly a o směrnice pro svůj další postup. Jeho žádosti však zůstaly bez odezvy.

## Odvolání z funkce
V lednu 2012 Svatý stolec na základě početných podnětů zaslaných kněžími a věřícími pověřil litoměřického biskupa Jana Baxanta vykonáním apoštolské vizitace. Uskutečnila se od 22. ledna do 1. února a údajně se zaměřila na problematiku obsazování úřadů, stav kléru a správu majetku Trnavské arcidiecéze vzhledem k významným změnám, které Bezák po svém nástupu uskutečnil. Koncem června 2012 jej papežský nuncius Mario Giordana na základě výsledků vizitace vyzval k rezignaci. Bezák kvůli chybějícímu zdůvodnění odmítl odstoupit a žádal setkání s prefektem kongregace nebo s papežem, což mu však nebylo umožněno. Když odmítl rezignovat, byl k 2. červenci z úřadu bez uvedení konkrétních důvodů odvolán. I sám Bezák tvrdí, že důvody svého odvolání nezná a o výsledcích vizitace ho nikdo neinformoval.
Biskup Bezák se podle rozhodnutí o odvolání nesmí vůbec zdržovat v Trnavské arcidiecézi.

### Ohlasy veřejnosti
Odvolání vyvolalo ve slovenské katolické církvi i ve slovenské a zahraniční veřejnosti silný ohlas a podle některých novinových titulků rozdělilo slovenskou katolickou církev na dva tábory. Protože oficiální důvody nebyly oznámeny, v médiích a veřejnosti kolovalo množství zpráv z neoficiálních zdrojů různé důvěryhodnosti. Nejsilněji se šířila teorie o tom, že se jako nesmlouvavý a pokrokový arcibiskup znelíbil silným zájmovým skupinám, které se ve Vatikánu postaraly o jeho sesazení. Religionista a politolog Josef Nerušil soudí, že jednomyslnost vatikánských představitelů opravdu svědčí o závažných skutečnostech, které mohou stát za odvoláním. V otázce, jaké důvody mohly vést k odvolání, ukazuje na podobný případ rezignace pražského arcibiskupa Františka Kordače v době první republiky. Podle deníku Pravda.sk byly motivem odvolání administrativní a finanční nesrovnalosti zjištěné během vizitace.
Mezi slovenskými věřícími vznikla petice se žádostí o vysvětlení tohoto kroku a řada protestů. V Bratislavě na Hlavním náměstí se 10. července 2012 konal koncert na podporu Bezáka, spojený s podepisováním petice. Pro média se za organizátory koncertu vyjadřoval Marián Pavlovič. Vrcholem koncertu bylo vystoupení operního zpěváka Miroslava Dvorského s klavíristou Danielem Buranovským. Internetovou petici na Bezákovu podporu podepsalo za prvních 24 hodin kolem 400 000 lidí.
Konferencia biskupov Slovenska (KBS) vyzvala 10. července 2012 věřící, aby s respektem a důvěrou přijali rozhodnutí Svatého otce, a ve svém tiskovém prohlášení vytkla části věřících, že podléhají vlivu zkreslených a neúplných informací z médií. Zároveň připomněla, že důvody rozhodnutí se kvůli ochraně vyšetřovaných osob zpravidla nezveřejňují. Apoštolská nunciatura vytkla Bezákovi, že porušil papežské tajemství tím, že předčasně informoval o svém odvolání. Děkani několika farností nabídli na podporu Bezáka svou rezignaci. Zastal se ho například děkan v Seredi Peter Cibira či trnavský děkan Marcel Kubinec.
Slovenská zpravodajská televize TA3 14. července 2012 zveřejnila na svém webu údajný dokument, který má obsahovat Bezákovy odpovědi na dotazy vatikánské Kongregace pro biskupy. Otázky se týkaly jedenáct důvodů pro jeho odvolání. Mezi nimi prý bylo např. příliš civilní oblékání (ve volném čase nosí též džíny, košili či gymnastický úbor), zesměšňování církevního úboru jako „hávu černokněžníků“, zaměstnávání kněží s pochybnou pověstí (např. homosexuálních nebo kněží, kteří mají vlastní děti) v arcibiskupské kurii, pochybné využití budovy arcibiskupského paláce (rekonstrukce některých místností v roce 2008 na restauraci či tělocvičnu) či znevažující přístup k papeži (prý ho označuje slovy „pan papež“). Otázky se týkaly též postojů k celibátu, eutanazii, předmanželským vztahům či kněžství žen. Ostatní slovenské biskupy prý označuje za „zpátečnické“, zatímco sebe za moderního biskupa a osvíceného liberála. Ve své údajné odpovědi Bezák všech 11 bodů popřel či vyvrátil. Podle církevního právníka citovaného v deníku SME by však tyto otázky, pokud je dokument pravý, nepřímo poukazovaly na obsah stížností na arcibiskupa Bezáka. Autenticitu zveřejněných otázek podle informace TA3 z 15. 7. 2012 odmítla KBS potvrdit. Dne 17. července 2012 se arcibiskup Stanislav Zvolenský, předseda Konferencie biskupov Slovenska, o otázkách zveřejněných TA3 vyjádřil, že je nebude komentovat, protože jde o komunikaci mezi vatikánskou kongregací a Bezákem, což si některá média vyložila tak, že tím nepřímo potvrdil jejich autenticitu. Rovněž Róbert Bezák v pozdějším dopise biskupům uvádí, že 3. května 2012 dostal od prefekta Kongregace pro biskupy dopis s několika zarážejícími otázkami a tímtéž dopisem mu byly omezeny pravomoci v oblasti správy majetku.
Politik František Mikloško zdůraznil bezprecedentnost takového odvolání a dal je do souvislosti s Bezákovou neochotou krýt praktiky předchozího arcibiskupa Jána Sokola, který měl podle časopisu Týždeň v roce 1998 zpronevěřit více než 500 milionů slovenských korun z prodeje církevních pozemků a posílat je na konto bývalého agenta komunistické StB Štefana Náhlika, který žije v Kanadě. Mikloško naznačil, že problém na trnavském arcibiskupství může souviset s nedávno publikovanými finančními problémy ve Vatikáně. Podle zprávy deníku SME z 6. července 2012 zaevidovala Generální prokuratura SR 4. července 2012 trestní oznámení, které podala auditorka, která z pověření biskupa Bezáka prověřovala financování arcidiecéze v době působení arcibiskupa Jána Sokola. Tento audit byl dokončen dva roky předtím, než bylo podáno trestní oznámení.
Byly zaznamenány nejméně dva protesty katolických věřících při prestižních bohoslužbách v Trnavě a v Brně, které byly církevní hierarchií komentovány jako nepatřičné.

### Reakce představitelů české katolické církve
Kardinál Dominik Duka o Bezákovi hovořil přímo s papežem Františkem. K případu uvedl: „Mohu říci zcela otevřeně, že pan arcibiskup Bezák nebyl odvolán na základě nějakého morálního deliktu“. Kardinál Miloslav Vlk Bezáka označil za „solidního a čestného člověka“. „Mnohé věci, které vůči němu byly vzneseny, nejsou správné,“ řekl Vlk, podle nějž takto začíná uvažovat i Vatikán.
Z českého církevního prostředí se ke kauze dále zřetelně vyjádřili např. Mons. Václav Malý, Mons. Tomáš Halík, P. Vojtěch Kodet, P. Václav Vacek.

## Po odvolání
Dne 1. srpna 2012 byl Bezák se souhlasem administrátora banskobystrické diecéze Mariána Bublince na jeden rok ustanoven výpomocným duchovním v Banské Bystrici-Radvani.
V den prvního výročí odvolání, 2. července 2013, se sympatizanti Bezáka sešli před velvyslanectvím Vatikánu v Bratislavě. Několik stovek lidí se při shromáždění za odvolaného arcibiskupa modlilo.
Podle informací slovenských Hospodárských novin z Vatikánu chce papež František situaci kolem Bezáka řešit. Podle listu se zřejmě dočká rehabilitace a mohl by získat i diplomatickou funkci, např. stát se apoštolským nunciem. Slovenské HN v této souvislosti zmiňovaly jako možné nové působiště Českou republiku nebo severské země. Sám Bezák uváděl, že zřejmě odejde „do ciziny, do některého kláštera řehole redemptoristů“. Slovensko však nechtěl opustit, dokud neočistí své jméno. S odchodem nicméně počítal. „I když mě lidé mají rádi, Slovensko se pro mě na této úrovni uzavírá... Nemůžu žít z toho, že mi lidé zatleskají, znají mě, na ulici mě zastaví. Můj život je mandát, který chci mít, a když ho budu mít jinde, tak za ním půjdu.“
„U nás má Róbert Bezák všechny kláštery otevřené,“ uvedl tehdy k Bezákovu možnému působení český provinciál řádu redemptoristů Josef Michalčík.
Bezákovo působení v Radvani ke 31. červenci 2013 skončilo a jeho pracovní místo bylo zrušeno. Církev mu poté nabídla důchod, což Bezák odmítl s tím, že v 53 letech se na odchod do důchodu necítí. Podle Schematismu Trnavské arcidiecéze byl poté nicméně veden jako „emeritní trnavský arcibiskup
na odpočinku“.

### Odchod do Itálie
Počátkem prosince 2013 se Bezák přestěhoval do italského kláštera redemptoristů v Bussolengu nedaleko Verony.
Dne 9. dubna 2015 o případu R. Bezáka jednal s papežem Františkem slovenský prezident Andrej Kiska: o den později Roberta Bezáka přijal na osobní audienci papež František. Audienci ze své iniciativy zorganizoval kardinál Vlk, který ji interpretoval jako morální rehabilitaci R. Bezáka a možnou předzvěst jeho rehabilitace formální. Opačně působí vyjádření státního sekretariátu zveřejněné 18. května 2015, podle kterého setkání mělo výlučně soukromý účel – vyjádření lidské a křesťanské lásky biskupovi Bezákovi – bez vstupování do jeho předcházejících záležitostí.

### Návrat na Slovensko a civilní zaměstnání
Bezák se vrátil na Slovensko v lednu 2015. Od září 2017 vyučuje na církevním Bilingválním gymnáziu C. S. Lewise v Bratislavě, zřízeném slovenskou Církví bratrskou. V květnu 2022 však již mezi učiteli Biligválného gymnázia uveden nebyl. 
V červnu 2021 ho papež František přijal ve Vatikánu, kde Bezákovi mimo jiné vrátil jeho biskupský prsten.
V září 2021, během národní pouti v Šaštíně, celebroval Bezák spolu s papežem Františkem a ostatními slovenskými biskupy mši pro více než 50 tisíc věřících.

## Ocenění
- Čestné občanství města Trnava (2011)
- Čestné občanství města Prievidza (2013)
- Čestné občanství Trnavského samosprávného kraje (2013)

## Dílo
- BEZÁK, Róbert; VRABCOVÁ, Marie. Vyznanie. [Vozokany]: Navi Graf, 2013. ISBN 978-80-971491-2-3
- BEZÁK, Róbert; HRÍB, Štefan. Medzi nebom a peklom. Bratislava: W Press, 2013. ISBN 978-80-971196-2-1

### Ve filmu
- Arcibiskup s lidskou tváří. Dokumentární film. Rež. Petr Minařík. Česko, 2012.
- Arcibiskup Bezák, Zbohom. Dokumentární film. Rež. Oľga Záblacká. Slovensko, 2014.[39]